# Mistrzostwa Świata w Piłce Nożnej 2006 (eliminacje strefy UEFA)/Grupa 3
Eliminacje do Mistrzostwa Świata w Piłce Nożnej 2006 w strefie UEFA rozegrane zostały w grupach systemem każdy z każdym, mecz i rewanż. W grupie 3 znalazły się następujące drużyny:
- Estonia
- Liechtenstein
- Luksemburg
- Łotwa
- Portugalia
- Rosja
- Słowacja

Bezpośredni awans na mundial uzyskała reprezentacja Portugalii, natomiast do baraży trafili Słowacy.

## Tabela
Grupa 3:
| Reprezentacja | Pkt | M  | W | R | P  | Br+ | Br- | +/- |
| ------------- | --- | -- | - | - | -- | --- | --- | --- |
| Portugalia    | 30  | 12 | 9 | 3 | 0  | 35  | 5   | 30  |
| Słowacja      | 25  | 12 | 7 | 4 | 1  | 27  | 9   | 18  |
| Rosja         | 21  | 12 | 6 | 4 | 2  | 24  | 15  | 9   |
| Estonia       | 17  | 12 | 5 | 2 | 5  | 16  | 17  | -1  |
| Łotwa         | 15  | 12 | 4 | 3 | 5  | 18  | 21  | -3  |
| Liechtenstein | 8   | 12 | 2 | 2 | 8  | 13  | 23  | -10 |
| Luksemburg    | 0   | 12 | 0 | 0 | 12 | 5   | 48  | -43 |

|               | Estonia | Liechtenstein | Luksemburg | Łotwa | Portugalia | Rosja | Słowacja |
| ------------- | ------- | ------------- | ---------- | ----- | ---------- | ----- | -------- |
| Estonia       | –       | 2:0           | 4:0        | 2:1   | 0:1        | 1:1   | 1:2      |
| Liechtenstein | 1:2     | –             | 3:0        | 1:3   | 2:2        | 1:2   | 0:0      |
| Luksemburg    | 0:2     | 0:4           | –          | 3:4   | 0:5        | 0:4   | 0:4      |
| Łotwa         | 2:2     | 1:0           | 4:0        | –     | 0:2        | 1:1   | 1:1      |
| Portugalia    | 4:0     | 2:1           | 6:0        | 3:0   | –          | 7:1   | 2:0      |
| Rosja         | 4:0     | 2:0           | 5:1        | 2:0   | 0:0        | –     | 1:1      |
| Słowacja      | 1:0     | 7:0           | 3:1        | 4:1   | 1:1        | 0:0   | –        |

## Wyniki
| 18 sierpnia 2004 20:15 | Liechtenstein · Fabio D’Elia 49' | 1:2(0:1)raport | Estonia · Kristen Viikmäe 34' · Joel Lindpere 80' | Rheinpark Stadion, Vaduz Widzów: 912 Sędzia: Emil Bozinovski (Macedonia) |
|                        |                                  |                |                                                   |                                                                          |

| 18 sierpnia 2004 20:15 | Słowacja · Róbert Vittek 26' · Vratislav Greško 48' · Igor Demo 89' | 3:1(1:1)raport | Luksemburg · Jeff Strasser 2' | Tehelné pole, Bratysława Widzów: 5 016 Sędzia: Viktor Kassai (Węgry) |
|                        |                                                                     |                |                               |                                                                      |

| 4 września 2004 18:00 | Estonia · Ingemar Teever 7' · Manuel Schauls 41' (sam.) · Andres Oper 61' · Kristen Viikmäe 67' | 4:0(2:0)raport | Luksemburg | A. Le Coq Arena, Tallinn Widzów: 3 000 Sędzia: Alan Kelly (Irlandia) |
|                       |                                                                                                 |                |            |                                                                      |

| 4 września 2004 19:00 | Rosja · Dmitrij Bułykin 14' | 1:1(1:0)raport | Słowacja · Róbert Vittek 87' | Stadion Dinamo, Moskwa Widzów: 11 500 Sędzia: Manuel Mejuto González (Hiszpania) |
|                       |                             |                |                              |                                                                                  |

| 4 września 2004 20:15 | Łotwa | 0:2(0:0)raport | Portugalia · Cristiano Ronaldo 57' · Pauleta 58' | Skonto, Ryga Widzów: 9 500 Sędzia: Graham Poll (Anglia) |
|                       |       |                |                                                  |                                                         |

| 8 września 2004 20:00 | Luksemburg · Gordon Braun 11' · Fons Leweck 55' · Manuel Cardoni 62' | 3:4(1:2)raport | Łotwa · Māris Verpakovskis 4' · Mihails Zemļinskis 40' (k.) · Eric Hoffmann 65' (sam.) · Andrejs Prohorenkovs 67' | Stade Josy Barthel, Luksemburg Widzów: 2 125 Sędzia: George Kasnaferis (Grecja) |
|                       |                                                                      |                | |                                                                                 |

| 8 września 2004 20:15 | Słowacja · Róbert Vittek 15' · Miroslav Karhan 42' · Róbert Vittek 59' · Róbert Vittek 81' · Szilárd Németh 84' · Marek Mintál 85' · Radoslav Zabavník 90'+2 | 7:0(2:0)raport | Liechtenstein | Tehelné pole, Bratysława Widzów: 5 620 Sędzia: Dejan Delević (Serbia i Czarnogóra) |
|                       | |                |               |                                                                                    |

| 8 września 2004 21:15 | Portugalia · Cristiano Ronaldo 75' · Hélder Postiga 83' · Pauleta 86' · Hélder Postiga 90'+1 | 4:0(0:0)raport | Estonia | Estádio Municipal de Leiria, Leiria Widzów: 27 214 Sędzia: Bülent Demirlek (Turcja) |
|                       |                                                                                              |                |         |                                                                                     |

| 9 października 2004 17:00 | Luksemburg | 0:4(0:0)raport | Rosja · Dmitrij Syczow 56' · Andriej Arszawin 62' · Dmitrij Syczow 69' · Dmitrij Syczow 86' | Stade Josy Barthel, Luksemburg Widzów: 3 670 Sędzia: Eric Braamhaar (Holandia) |
|                           |            |                |                                                                                             |                                                                                |

| 9 października 2004 17:30 | Słowacja · Szilárd Németh 46' · Ľubomír Reiter 50' · Miroslav Karhan 55' · Miroslav Karhan 87' | 4:1(0:1)raport | Łotwa · Māris Verpakovskis 3' | Tehelné pole, Bratysława Widzów: 13 025 Sędzia: Stefano Farina (Włochy) |
|                           |                                                                                                |                |                               |                                                                         |

| 9 października 2004 19:15 | Liechtenstein · Franz Burgmeier 48' · Thomas Beck 76' | 2:2(0:2)raport | Portugalia · Pauleta 23' · Daniel Hasler 39' (sam.) | Rheinpark Stadion, Vaduz Widzów: 3 548 Sędzia: Novo Panić (Bośnia i Hercegowina) |
|                           |                                                       |                |                                                     |                                                                                  |

| 13 października 2004 18:00 | Łotwa · Vitālijs Astafjevs 65' · Juris Laizāns 82' | 2:2(0:0)raport | Estonia · Andres Oper 72' · Ingemar Teever 79' | Skonto, Ryga Widzów: 8 500 Sędzia: Florian Meyer (Niemcy) |
|                            |                                                    |                |                                                |                                                           |

| 13 października 2004 20:00 | Luksemburg | 0:4(0:2)raport | Liechtenstein · Martin Stocklasa 41' · Franz Burgmeier 44' · Mario Frick 57' (k.) · Franz Burgmeier 85' | Stade Josy Barthel, Luksemburg Widzów: 3 478 Sędzia: Jaroslav Jára (Czechy) |
|                            |            |                | |                                                                             |

| 13 października 2004 21:15 | Portugalia · Pauleta 26' · Cristiano Ronaldo 39' · Deco 45' · Cristiano Ronaldo 69' · Simão Sabrosa 82' · Petit 89' · Petit 90'+2 | 7:1(3:0)raport | Rosja · Andriej Arszawin 79' | Estádio José Alvalade, Lizbona Widzów: 27 258 Sędzia: Kyros Vassaras (Grecja) |
|                            | |                |                              |                                                                               |

| 17 listopada 2004 19:00 | Rosja · Andriej Kariaka 23' · Marat Izmajłow 25' · Dmitrij Syczow 32' · Dmitrij Łośkow 67' (k.) | 4:0(3:0)raport | Estonia | Stadion Kubań, Krasnodar Widzów: 29 000 Sędzia: Massimo Busacca (Szwajcaria) |
|                         |                                                                                                 |                |         |                                                                              |

| 17 listopada 2004 19:00 | Liechtenstein · Mario Frick 32' | 1:3(1:1)raport | Łotwa · Māris Verpakovskis 7' · Mihails Zemļinskis 57' · Andrejs Prohorenkovs 89' | Rheinpark Stadion, Vaduz Widzów: 1 460 Sędzia: Zsolt Szabó (Węgry) |
|                         |                                 |                |                                                                                   |                                                                    |

| 17 listopada 2004 20:00 | Luksemburg | 0:5(0:2)raport | Portugalia · Ben Federspiel 11' (sam.) · Cristiano Ronaldo 28' · Maniche 52' · Pauleta 67' · Pauleta 82' | Stade Josy Barthel, Luksemburg Widzów: 8 045 Sędzia: Witalij Goduljan (Ukraina) |
|                         |            |                | |                                                                                 |

| 26 marca 2005 17:00 | Liechtenstein · Thomas Beck 40' | 1:2(1:2)raport | Rosja · Aleksandr Kierżakow 23' · Andriej Kariaka 37' | Rheinpark Stadion, Vaduz Widzów: 2 400 Sędzia: Espen Berntsen (Norwegia) |
|                     |                                 |                |                                                       |                                                                          |

| 26 marca 2005 18:00 | Estonia · Andres Oper 57' | 1:2(0:0)raport | Słowacja · Marek Mintál 58' · Ľubomír Reiter 65' | A. Le Coq Arena, Tallinn Widzów: 3 051 Sędzia: Peter Fröjdfeldt (Szwecja) |
|                     |                           |                |                                                  |                                                                           |

| 30 marca 2005 18:00 | Estonia · Sergei Terehhov 63' | 1:1(0:1)raport | Rosja · Andriej Arszawin 18' | A. Le Coq Arena, Tallinn Widzów: 8 850 Sędzia: Gianluca Paparesta (Włochy) |
|                     |                               |                |                              |                                                                            |

| 30 marca 2005 19:00 | Słowacja · Miroslav Karhan 8' | 1:1(1:0)raport | Portugalia · Hélder Postiga 62' | Tehelné pole, Bratysława Widzów: 21 000 Sędzia: Alain Sars (Francja) |
|                     |                               |                |                                 |                                                                      |

| 30 marca 2005 19:00 | Łotwa · Imants Bleidelis 32' · Juris Laizāns 38' (k.) · Māris Verpakovskis 73' · Māris Verpakovskis 90' | 4:0(2:0)raport | Luksemburg | Skonto, Ryga Widzów: 8 203 Sędzia: Draženko Kovacić (Chorwacja) |
|                     | |                |            |                                                                 |

| 4 czerwca 2005 18:00 | Estonia · Andrei Stepanov 27' · Andres Oper 57' | 2:0(1:0)raport | Liechtenstein | A. Le Coq Arena, Tallinn Widzów: 3 000 Sędzia: Mark Whitby (Walia) |
|                      |                                                 |                |               |                                                                    |

| 4 czerwca 2005 18:00 | Rosja · Andriej Arszawin 56' · Dmitrij Łośkow 78' (k.) | 2:0(0:0)raport | Łotwa | Stadion Pietrowski, Petersburg Widzów: 21 575 Sędzia: Éric Poulat (Francja) |
|                      |                                                        |                |       |                                                                             |

| 4 czerwca 2005 19:45 | Portugalia · Fernando Meira 21' · Cristiano Ronaldo 42' | 2:0(2:0)raport | Słowacja | Estádio da Luz, Lizbona Widzów: 64 000 Sędzia: Pierluigi Collina (Włochy) |
|                      |                                                         |                |          |                                                                           |

| 8 czerwca 2005 18:30 | Łotwa · Imants Bleidelis 17' | 1:0(1:0)raport | Liechtenstein | Skonto, Ryga Widzów: 8 000 Sędzia: Jonas Eriksson (Szwecja) |
|                      |                              |                |               |                                                             |

| 8 czerwca 2005 20:00 | Luksemburg | 0:4(0:2)raport | Słowacja · Szilárd Németh 5' · Marek Mintál 15' · Karol Kisel 54' · Ľubomír Reiter 60' | Stade Josy Barthel, Luksemburg Widzów: 2 108 Sędzia: Robert Styles (Anglia) |
|                      |            |                |                                                                                        |                                                                             |

| 8 czerwca 2005 20:15 | Estonia | 0:1(0:1)raport | Portugalia · Cristiano Ronaldo 32' | A. Le Coq Arena, Tallinn Widzów: 10 280 Sędzia: Michael Riley (Anglia) |
|                      |         |                |                                    |                                                                        |

| 17 sierpnia 2005 18:00 | Łotwa · Vitālijs Astafjevs 6' | 1:1(1:1)raport | Rosja · Andriej Arszawin 24' | Rheinpark Stadion, Vaduz Widzów: 1 150 Sędzia: Bertrand Layec (Francja) |
|                        |                               |                |                              |                                                                         |

| 17 sierpnia 2005 20:15 | Liechtenstein | 0:0raport | Słowacja | Skonto, Ryga Widzów: 10 000 Sędzia: Graham Poll (Anglia) |
|                        |               |           |          |                                                          |

| 3 września 2005 18:00 | Estonia · Andres Oper 11' · Maksim Smirnov 71' | 2:1(1:0)raport | Łotwa · Juris Laizāns 90' | A. Le Coq Arena, Tallinn Widzów: 8 970 Sędzia: Alberto Undiano Mallenco (Hiszpania) |
|                       |                                                |                |                           |                                                                                     |

| 3 września 2005 19:00 | Rosja · Aleksandr Kierżakow 27' · Aleksandr Kierżakow 66' | 2:0(1:0)raport | Liechtenstein | Stadion Lokomotiwu, Moskwa Widzów: 18 123 Sędzia: Jouni Hyytiä (Finlandia) |
|                       |                                                           |                |               |                                                                            |

| 3 września 2005 21:15 | Portugalia · Jorge Andrade 24' · Ricardo Carvalho 30' · Pauleta 38' · Pauleta 57' · Simão Sabrosa 80' · Simão Sabrosa 85' | 6:0(3:0)raport | Luksemburg | Estádio Algarve, Faro-Loulé Widzów: 25 300 Sędzia: Dick Van Egmond (Holandia) |
|                       | |                |            |                                                                               |

| 7 września 2005 19:00 | Łotwa · Juris Laizāns 74' | 1:1(0:1)raport | Słowacja · Róbert Vittek 35' | Skonto, Ryga Widzów: 8 800 Sędzia: Konrad Plautz (Austria) |
|                       |                           |                |                              |                                                            |

| 7 września 2005 19:00 | Rosja | 0:0raport | Portugalia | Stadion Lokomotiwu, Moskwa Widzów: 28 800 Sędzia: Markus Merk (Niemcy) |
|                       |       |           |            |                                                                        |

| 7 września 2005 19:30 | Liechtenstein · Mario Frick 38' · Benjamin Fischer 77' · Thomas Beck 90'+2 | 3:0(1:0)raport | Luksemburg | Rheinpark Stadion, Vaduz Widzów: 2 300 Sędzia: Damir Skomina (Słowenia) |
|                       |                                                                            |                |            |                                                                         |

| 8 października 2005 17:00 | Słowacja · Peter Hlinka 72' | 1:0(0:0)raport | Estonia | Tehelné pole, Bratysława Widzów: 12 800 Sędzia: Paul Allaerts (Belgia) |
|                           |                             |                |         |                                                                        |

| 8 października 2005 19:00 | Rosja · Marat Izmajłow 6' · Aleksandr Kierżakow 17' · Roman Pawluczenko 69' · Dmitrij Kiriczenko 74' · Dmitrij Kiriczenko 90'+3 | 5:1(2:0)raport | Luksemburg · Claude Reiter 51' | Stadion Lokomotiwu, Moskwa Widzów: 20 000 Sędzia: Alexandru Tudor (Rumunia) |
|                           | |                |                                |                                                                             |

| 8 października 2005 21:15 | Portugalia · Pauleta 48' · Nuno Gomes 85' | 2:1(0:1)raport | Liechtenstein · Benjamin Fischer 32' | Estádio Municipal de Aveiro, Aveiro Widzów: 29 000 Sędzia: Grzegorz Gilewski (Polska) |
|                           |                                           |                |                                      |                                                                                       |

| 12 października 2005 19:30 | Portugalia · Pauleta 20' · Pauleta 22' · Hugo Viana 86' | 3:0(2:0)raport | Łotwa | Estádio do Dragão, Porto Widzów: 35 000 Sędzia: Peter Fröjdfeldt (Szwecja) |
|                            |                                                         |                |       |                                                                            |

| 12 października 2005 20:15 | Luksemburg | 0:2(0:1)raport | Estonia · Andres Oper 7' · Andres Oper 78' | Stade Josy Barthel, Luksemburg Widzów: 2 010 Sędzia: Selçuk Dereli (Turcja) |
|                            |            |                |                                            |                                                                             |

| 12 października 2005 20:30 | Słowacja | 0:0raport | Rosja | Tehelné pole, Bratysława Widzów: 22 317 Sędzia: Roberto Rosetti (Włochy) |
|                            |          |           |       |                                                                          |